# Корсунь-Шевченківська міська рада
Ко́рсунь-Шевче́нківська міська́ ра́да — адміністративно-територіальна одиниця та орган місцевого самоврядування в Корсунь-Шевченківському районі Черкаської області. Адміністративний центр — місто Корсунь-Шевченківський.

## Загальні відомості
Корсунь-Шевченківська міська рада утворена в 1938 році.
- Територія ради: 118,65 км²
- Населення ради: 21 415 осіб (станом на 2001 рік)
- Територією ради протікає річка Рось

## Населені пункти
Міській раді підпорядковані населені пункти:
- м. Корсунь-Шевченківський
- с. Гарбузин
- с. Саморідня

## Склад ради
Рада складається з 30 депутатів та голови.
- Голова ради: Гайдай Олександр Васильович
- Секретар ради: Бабенко Василь Михайлович

### Керівний склад попередніх скликань
| Прізвище, ім'я, по батькові  | Основні відомості                                               | Дата обрання | Дата звільнення |
| ---------------------------- | --------------------------------------------------------------- | ------------ | --------------- |
| Самойленко Михайло Романович | Міський голова, 1953 року народження, безпартійний              | 26.03.2006   | 31.10.2010      |
| Гайдай Олександр Васильович  | Міський голова, 1961 року народження, освіта вища, безпартійний | 31.10.2010   |                 |
| Гайдай Олександр Васильович  | Міський голова, 1961 року народження, освіта вища, безпартійний | 31.10.2010   |                 |

Примітка: таблиця складена за даними сайту Верховної Ради України

### Депутати
За результатами місцевих виборів 2010 року депутатами ради стали:

#### За суб'єктами висування
| Суб'єкт висування                                       | Кількість обраних депутатів | %    |
| ------------------------------------------------------- | --------------------------- | ---- |
| Політична партія Всеукраїнське об'єднання «Батьківщина» | 13                          | 43,3 |
| Партія регіонів                                         | 9                           | 30   |
| Політична партія «Нова політика»                        | 3                           | 10   |
| Політична партія «Сильна Україна»                       | 2                           | 6,7  |
| Політична партія Всеукраїнське об'єднання «Свобода»     | 1                           | 3,3  |
| Політична партія «Наша Україна»                         | 1                           | 3,3  |
| Соціально-екологічна партія «Союз. Чорнобиль. Україна.» | 1                           | 3,3  |

#### За округами
| № округу                                                | Прізвище, ім'я, по батькові      | Дата визнання обраним | Освіта  | Партійна приналежність                                        | Відомості про обраного депутата                                                                           |
| ------------------------------------------------------- | -------------------------------- | --------------------- | ------- | ------------------------------------------------------------- | --- |
| Партія регіонів                                         |                                  |                       |         |                                                               | |
| б/м                                                     | Гайдай Олександр Васильович      | 04.11.2010            | вища    | позапартійний                                                 | Корсунь-Шевченківська загальноосвітня школа № 1, директор                                                 |
| б/м                                                     | Семоненко Наталія Олексіївна     | 04.11.2010            | вища    | член Партії регіонів                                          | Корсунь- Шевченківське педагогічне училище, викладач                                                      |
| б/м                                                     | Даценко Леся Миколаївна          | 04.11.2010            | вища    | позапартійна                                                  | Районний будинок культури, керівник народного аматорського ансамблю                                       |
| б/м                                                     | Бардадим Микола Данилович        | 04.11.2010            | вища    | член Партії регіонів                                          | Корсунь-Шевченківська РДА, заступник голови                                                               |
| б/м                                                     | Дубінін Валентин Іванович        | 04.11.2010            | середня | член Партії регіонів                                          | приватний підприємець                                                                                     |
| 1                                                       | Федоренко Анатолій Володимирович | 04.11.2010            | вища    | позапартійний                                                 | РЕМ, начальник                                                                                            |
| 2                                                       | Кириченко Олександр Михайлович   | 04.11.2010            | вища    | позапартійний                                                 | СТОВ АФ «Відродження», директор                                                                           |
| 5                                                       | Дівончук Мирослав Петрович       | 04.11.2010            | вища    | позапартійний                                                 | СТОВ АФ «Відродження», фінансовий директор                                                                |
| 9                                                       | Омелянчук Василь Миколайович     | 04.11.2010            | вища    | член Партії регіонів                                          | ТОВ «Іва», директор                                                                                       |
| Політична партія Всеукраїнське об'єднання «Батьківщина» |                                  |                       |         |                                                               | |
| б/м                                                     | Альбін Олексій Михайлович        | 04.11.2010            | вища    | член Всеукраїнського об'єднання «Батьківщина»                 | приватний підприємець                                                                                     |
| б/м                                                     | Гусак Олександр Миколайович      | 04.11.2010            | середня | член Всеукраїнського об'єднання «Батьківщина»                 | Підприємство «Престиж», директор                                                                          |
| б/м                                                     | Міров Роман Рахімович            | 04.11.2010            | вища    | член Всеукраїнського об'єднання «Батьківщина»                 | приватний підприємець                                                                                     |
| б/м                                                     | Оніщенко Вадим Миколайович       | 04.11.2010            | вища    | член Всеукраїнського об'єднання «Батьківщина»                 | Корсунь-Шевченківська ЦРЛ, фельдшер                                                                       |
| б/м                                                     | Кивенко Анатолій Сергійович      | 04.11.2010            | вища    | член Всеукраїнського об'єднання «Батьківщина»                 | Корсунь-Шевченківська дитячо-юнацька спортивна школа, тренер                                              |
| б/м                                                     | Бараненко Володимир Васильович   | 31.10.2011            | вища    | член Всеукраїнського об'єднання «Батьківщина»                 | приватний підприємець                                                                                     |
| 4                                                       | Майдаченко Олександр Сергійович  | 04.11.2010            | вища    | позапартійний                                                 | пенсіонер                                                                                                 |
| 6                                                       | Калініченко Павло Лаврентійович  | 04.11.2010            | вища    | член Всеукраїнського об'єднання «Батьківщина»                 | приватний підприємець                                                                                     |
| 7                                                       | Степенькін Станіслав Юрійович    | 04.11.2010            | вища    | член Всеукраїнського об'єднання «Батьківщина»                 | Корсунь-Шевченківський державний історико-культурний заповідник, науковий співробітник                    |
| 8                                                       | Савранський Сергій Іванович      | 04.11.2010            | вища    | член Всеукраїнського об'єднання «Батьківщина»                 | пенсіонер                                                                                                 |
| 10                                                      | Бабенко Василь Михайлович        | 04.11.2010            | вища    | член Всеукраїнського об'єднання «Батьківщина»                 | приватний підприємець                                                                                     |
| 11                                                      | Ковзанець Ігор Леонідович        | 04.11.2010            | вища    | член Всеукраїнського об'єднання «Батьківщина»                 | ТОВ «АгроРось», завідувач відділу зовнішньоекономічних зв'язків                                           |
| 14                                                      | Петриченко Василь Степанович     | 04.11.2010            | вища    | член Всеукраїнського об'єднання «Батьківщина»                 | Гарбузинська загальноосвітня школа, оператор теплового пункту                                             |
| Політична партія Всеукраїнське об'єднання «Свобода»     |                                  |                       |         |                                                               | |
| 15                                                      | Безуглий Анатолій Федорович      | 04.11.2010            | вища    | член Всеукраїнського об'єднання «Свобода»                     | КП «ВЖ РЕУ», начальник                                                                                    |
| Політична партія «Наша Україна»                         |                                  |                       |         |                                                               | |
| 13                                                      | Степанова Тетяна Михайлівна      | 04.11.2010            | вища    | член Політичної партії «Наша Україна»                         | приватний підприємець                                                                                     |
| Політична партія «Нова політика»                        |                                  |                       |         |                                                               | |
| б/м                                                     | Обуховський Руслан Сергійович    | 04.11.2010            | вища    | член Політичної партії «Нова політика»                        | приватний підприємець                                                                                     |
| б/м                                                     | Стрига Олександр Анатолійович    | 04.11.2010            | середня | член Політичної партії «Нова політика»                        | приватний підприємець                                                                                     |
| 12                                                      | Байда Сергій Миколайович         | 04.11.2010            | вища    | член Політичної партії «Нова політика»                        | Корсунь-шевченківська ЦРЛ, лікар-травматолог                                                              |
| Політична партія «Сильна Україна»                       |                                  |                       |         |                                                               | |
| б/м                                                     | Заболотній Валерій Іванович      | 04.11.2010            | вища    | член Політичної партії «Сильна Україна»                       | СТОВ «Аграрник», заступник директора                                                                      |
| б/м                                                     | Ляш Сергій Григорович            | 04.11.2010            | середня | член Політичної партії «Сильна Україна»                       | тимчасово не працює                                                                                       |
| Соціально-екологічна партія «Союз. Чорнобиль. Україна.» |                                  |                       |         |                                                               | |
| 3                                                       | Охріменко Павло Васильович       | 04.11.2010            | вища    | член Соціально-екологічної партії «Союз. Чорнобиль. Україна.» | Корсунь-Шевченківська районна санітарно-епідеміологічна станція, завідувач санітарно-гігієнічним відділом |